# Tjockhuvuden
Tjockhuvuden (Hesperiidae) är en familj i ordningen fjärilar och den enda familjen i överfamiljen Hesperioidea. Hittills är omkring 3 500 arter över hela världen kända (utom på Nya Zeeland och Antarktis). I Sverige finns 12 arter.
Familjen kännetecknas av kort och tjock, bakåt tillspetsad kropp, brett huvud och med nästan hakformigt krökt spets utrustade antennklubbor, samt jämföresevis korta vingar och en säregen vingställning, på så sätt att framvingarna under vila bärs upprätt men inte hopslagna över ryggen och bakvingarna hålls mer eller mindre vågrätt utsträckta.
Deras thorax har en påfallande byggnad, i det att dess mellersta ryggplåt (mesonotum) täcker den bakre ryggplåten (metanotum). De kraftiga flygmusklerna i mellankroppen ger fjärilarna en snabb flykt. Flykten hos större arter, till exempel Urbanus proteus är ofta långsammare och mer fladdrande än flykten hos mindre arter som till exempel smultronvisslare, vars flykt är kvickare och mer tvärkastande.
Larverna är vanligen nattaktiva, till skillnad från de fullbildade fjärilarna som är dagaktiva, och har ett i mycket undangömt levnadssätt. Flera spinner liksom en del nattfjärilars larver samman blad till sitt skydd, och inom ett sammanspunnet blad äger i vissa fall även förpuppningen rum. Ibland spinner larven före förpuppningen ett slags gles, ofullständig kokong, som vilar i en silkesögla.

## Nordiska tjockhuvuden
- Underfamilj visslare (Pyrginae)
  - Skogsvisslare	(Erynnis tages)
  - Blomvisslare	(Pyrgus andromedae)
  - Myrvisslare	(Pyrgus centaureae)
  - Smultronvisslare	(Pyrgus malvae)
  - Fingerörtvisslare	(Pyrgus serratulae)
  - Backvisslare	(Pyrgus armoricanus)
  - Kattunvisslare	(Pyrgus alveus)
- Underfamilj glanssmygare (Heteropterinae)
  - Spegelsmygare	(Heteropterus morpheus)
  - Gulfläckig glanssmygare	(Carterocephalus palaemon)
  - Svartfläckig glanssmygare	(Carterocephalus silvicola)
- Underfamilj smygare (Hesperiinae)
  - Mindre tåtelsmygare	(Thymelicus lineola)
  - Större tåtelsmygare	(Thymelicus sylvestris)[1] (Thymelicus flavus)[2]
  - Silversmygare	(Hesperia comma)
  - Ängssmygare	(Ochlodes sylvanus)